# Larry LaLonde
Larry "Ler" LaLonde (nacido el 12 de septiembre de 1968 en California) es un guitarrista que toca en Primus junto con Les Claypool. También ha tocado con Possessed, Tom Waits, Blind Illusion, No Forcefield, y con una banda tributo a Frank Zappa. Fue alumno de Joe Satriani.
Larry Lalonde está casado con Shane Stirling, una modelo del programa de CBS "The Price is Right".

## Biografía

### Inicios
Lalonde, que formó Blizzard, banda de speed metal, cuando estaba en la escuela secundaria, fue originalmente inspirado por guitarristas como Frank Zappa, Snakefinger, East Bay Ray, Jerry García, Jimi Hendrix, y su maestro Joe Satriani. 
Se interesó por las nuevas bandas de thrash metal de principios de los 80 como Metallica y Slayer.
Una vez abandonada Blizzard, se unió a Possessed, considerada por muchos como la primera banda de death metal.
Posteriormente, hizo amistad con el bajista Les Claypool, quien le invitó para reemplazar al guitarrista original de Todd Huth en la propia banda Claypool, después de la disolución de Blind Illusion.

### Primus
Con LaLonde a bordo, Primus lanzó su primer álbum, Suck On This en 1989, seguido por el álbum de estudio Frizzle Fry en 1990. En 1991 llegó su gran debut con la etiqueta Sailing The Seas Of Cheese. Después el álbum de la banda de estudio siguiente, Pork Soda, llegó en 1993 y aterrizó en el Billboard Top 10. Tales From The Punchbowl seguido en 1995, con una de las canciones más conocidas de Primus, el sencillo "Wynona's Big Brown Beaver", que fue nominado para el Grammy 1996 por "Mejor Interpretación de Hard Rock." LaLonde también trabajó en el Primus versiones Brown Album y Antipop. La banda se tomó un descanso en el año 2000.
Primus regresó de su receso con Claypool, LaLonde, y el baterista original Tim Alexander, lanzando el DVD / Animals Should Not Try to Act Like People en 2003 y los Hallucino-Genetics DVD en vivo en 2004.

## Discografía

### Possessed
- 1985: Seven Churches
- 1986: Beyond the Gates
- 1987: The Eyes of Horror

### Blind Illusion
- 1988: The Sane Asylum

### Corrupted Morrals
- 1989: Cheese-It

### Primus
- 1989: Suck on This
- 1990: Frizzle Fry
- 1991: Sailing the Seas of Cheese
- 1992: Miscellaneous Debris
- 1993: Pork Soda
- 1995: Tales from the Punchbowl
- 1997: Brown Album
- 1998: Rhinoplasty
- 1999: Videoplasty
- 1999: Antipop
- 2003: Animals Should Not Try to Act Like People
- 2004: Hallucino-Genetics Live 2004
- 2006: They Can't All Be Zingers
- 2011: Green Naugahyde
- 2017: The Desaturating Seven

### ConTom Waits
- 1999: Mule Variations
- 1999: Jack Kerouac Reads On The Road
- 2006: Orphans: Brawlers, Bawlers & Bastards

### No Forcefield
- 2000: Lee's Oriental Message
- 2001: God Is An Excuse

### ConSerj Tankian
- 2007: Elect the Dead

- Datos: Q1346329
- Multimedia: Larry LaLonde / Q1346329